# Verlag Donata Kinzelbach
Der Verlag Donata Kinzelbach hat seinen Sitz in Mainz. Verlegerin ist Donata Kinzelbach.
Der Programmschwerpunkt des Verlags liegt auf der Belletristik aus dem Maghreb. Es werden Werke namhafter Autoren aus Marokko, Algerien und Tunesien in Übersetzung aus dem Französischen und Arabischen publiziert. Man findet aber auch Ausgaben in französischer Sprache, die zum Teil von Lehrerheften begleitet sind und sich zum Einsatz im Französischunterricht eignen. Daneben gibt es unter anderem Literatur aus Malta, etwa Oliver Friggieri.
Unter den  Autoren des Verlages sind Leila Abouzeid, Jean Amrouche, Maïssa Bey, Rachid Boudjedra, Driss Chraïbi, Mohammed Dib, Mohammed Khaïr-Eddine, Aziz Chouaki, Youssouf A. Elalamy, Tahar Ben Jelloun, Albert Memmi, Fadela Sebti, Abdelhak Serhane und Kateb Yacine.
Daneben gibt es auch wissenschaftliche Überblicksbücher wie zum Beispiel das 2008 erschienene Geschlechterordnungen in Nordafrika – Umbrüche und Perspektiven in Literatur, Film und Gesellschaft.